# Amiral Ouchakov (croiseur, 1951)
Pour les autres navires du même nom, voir Amiral Ouchakov.

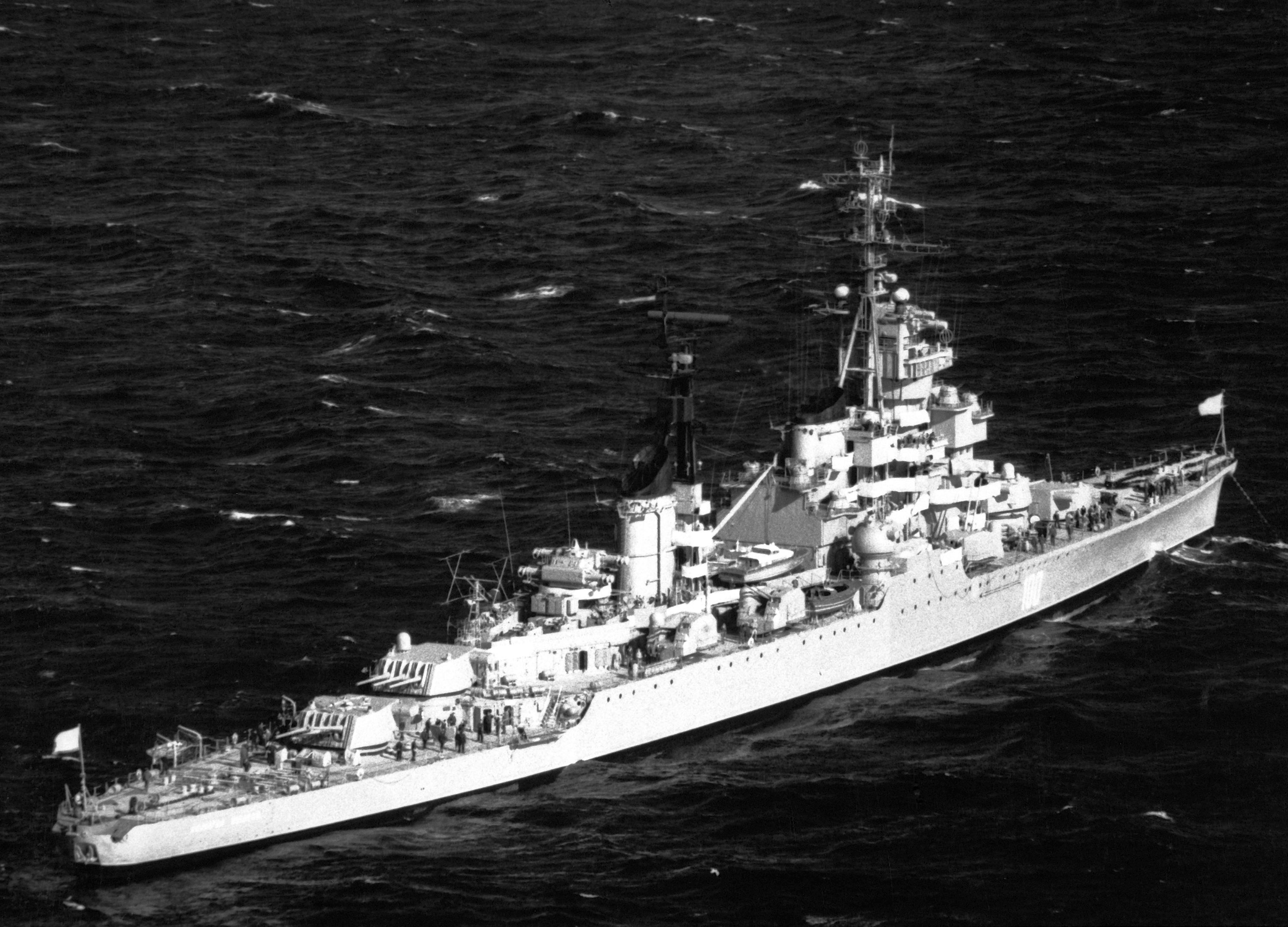
L’Amiral Ouchakov en 1981.

L’Amiral Ouchakov (en russe : Адмирал Ушаков) est un croiseur soviétique de la classe Sverdlov nommé d'après l'amiral Fiodor Fiodorovitch Ouchakov.
Sa quille est posée en 1950 au chantier naval de la Baltique, à Leningrad. Il est lancé le 29 septembre 1951, et commissionné le 8 septembre 1953. Il sert dans la Marine soviétique jusqu'en 1987, date de son démantelement.